# Tiquadra vilis
Tiquadra vilis är en fjärilsart som beskrevs av Edward Meyrick 1922. Tiquadra vilis ingår i släktet Tiquadra och familjen äkta malar. Inga underarter finns listade i Catalogue of Life.